# Callimation corallinum
Callimation corallinum är en skalbaggsart som beskrevs av Konrad Fiedler 1939. Callimation corallinum ingår i släktet Callimation och familjen långhorningar. Inga underarter finns listade.